# 內爾沃山
內爾沃山（英語：Mount Nervo）是南極洲的山峰，位於伊利沙伯女皇地，處於科爾特山以北6公里，屬於彭薩科拉山脈中尼普頓山脈的一部分，海拔高度1,070米，美國地質調查局根據測量和美國海軍拍攝的空中照片繪入地圖，現時由南極條約體系管理。